# Edgar Weeks

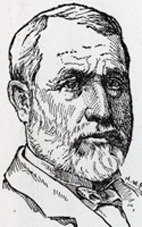
Edgar Weeks

Edgar Weeks (* 3. August 1839 in Mount Clemens, Michigan; † 17. Dezember 1904 ebenda) war ein US-amerikanischer Politiker. Zwischen 1899 und 1903 vertrat er den Bundesstaat Michigan im US-Repräsentantenhaus.

## Werdegang
Edgar Weeks war ein Cousin von John Wingate Weeks (1860–1926), der zwischen 1921 und 1925 US-Kriegsminister war und den Staat Massachusetts in beiden Kammern des Kongresses vertrat. Er besuchte die öffentlichen Schulen seiner Heimat und machte anschließend eine Lehre im Druckergewerbe. Nach einem anschließenden Jurastudium und seiner im Januar 1861 erfolgten Zulassung als Rechtsanwalt begann er in seinem neuen Beruf zu arbeiten. Während des Bürgerkrieges diente er zwischen 1861 und Dezember 1863 im Heer der Union. Dabei stieg er bis zum Hauptmann auf.
Nach seiner Militärzeit gab Weeks in seiner Heimatstadt Mount Clemens eine der Republikanischen Partei nahestehende Zeitung heraus. Außerdem arbeitete er wieder als Rechtsanwalt. Von 1867 bis 1870 war Edgar Weeks Staatsanwalt; von 1870 bis 1876 amtierte er als Nachlassrichter im Macomb County. 1884 kandidierte er noch erfolglos für den Kongress. Bei den Wahlen des Jahres 1898 wurde der Republikaner Weeks dann im siebten Wahlbezirk von Michigan in das US-Repräsentantenhaus in Washington, D.C. gewählt, wo er am 4. März 1899 die Nachfolge von Horace G. Snover antrat. Nach einer Wiederwahl im Jahr 1900 konnte er bis zum 3. März 1903 zwei Legislaturperioden im Kongress absolvieren. Ab 1901 war er Vorsitzender des Committee on Elections No. 3.
Im Vorfeld der Wahlen des Jahres 1902 wurde Weeks von seiner Partei nicht mehr für eine weitere Legislaturperiode nominiert. Nach seinem Ausscheiden aus dem Kongress arbeitete er wieder als Anwalt. Er starb am 17. Dezember 1904 in seinem Heimatort Mount Clemens.